# Oratorio dei Bianchi (Pietra Ligure)
L'oratorio dei Bianchi o della Concezione è un luogo di culto cattolico situato nel comune di Pietra Ligure, in via della Libertà, in provincia di Savona.
La chiesa, antica e prima parrocchiale di Pietra Ligure fino al 1791, nel 1796 divenne oratorio della Confraternita dei Disciplinanti detti "Bianchi", nel 1975 trasformato in auditorium pur mantenendone l'uso religioso in determinate celebrazioni e festività religiose. Dal 2006 è ritornato ad essere oratorio intitolato alla Santissima Concezione.

## Storia e descrizione
Dopo che l'antica pieve posta dietro il castello della Pietra, intorno alla quale si trovava il cimitero, che era stata consacrata nel 465 dal vescovo di Albenga Gaudenzio divenne insufficiente, nell'anno 885 venne consacrato dal vescovo san Benedetto Revelli una nuova chiesa al centro dell'antico borgo murato.
In seguito questo edificio venne ricostruito in stile romanico e consacrato il 13 giugno del 1384. Per molti mesi all'anno diveniva cattedrale, in quanto i vescovi di Albenga, a causa della malaria che imperversava nelle pianure del Centa, risiedevano nel castello pietrese.
Al suo interno si conservava il trono vescovile che nel 1791 venne trasferito nella nuova chiesa parrocchiale, la basilica di San Nicolò.
L'interno a tre navate è diviso da quattro colonne in pietra di Verezzi e due poderosi pilastri uno dei quali regge la torre campanaria, nella cui cella sono installate due antiche campane, fuse nel 1505, dai fonditori Bartolomei Boene e Antonii Andree, la maggiore delle quali è detta "del miracolo".
Nel 1791 venne inaugurata la nuova parrocchiale di San Nicolò. Cosicché andò abbandonata e in stato cadente.
Nel 1796 venne concessa dal Parlamento pietrese alla Confraternita dei Disciplinanti che ambiva a possedere un nuovo oratorio nel centro del borgo. Da tale data la chiesa è conosciuta come oratorio della Concezione o "dei Bianchi".
Chiusa al culto nel periodo della dominazione francese venne riaperta nel 1814 dalla Confraternita che ricostituì il patrimonio distrutto tra cui l'organo a canne Agati-Nicomede e la gestì fino al 1975.
Trasformata quindi in auditorium e locale per mostre, tuttavia in essa si sono sempre celebrate le Sante Messe in occasione della festa del Miracolo (8 luglio), per la ricorrenza dei defunti (2 novembre) e in occasione della Immacolata Concezione (8 dicembre).
Negli anni 2006-2007 è stata restaurata completamente nell'interno e nell'esterno vi sono state ricollocate le opere statuarie lignee ed ha ripreso il titolo di antica chiesa parrocchiale Oratorio della Concezione.
All'interno sono conservate la statua processionale dell'Immacolata Concezione di Lorenzo Semorile (1837), che viene portata in processione la sera dell'8 dicembre, il gruppo ligneo seicentesco dell'Angelo Custode, il gruppo statuario di S. Nicolò,  l'Urna dei Corpi Santi dove sono conservate le ossa di alcuni martiri provenienti dalla Sardegna; la statua della Madonna Addolorata, opera del savonese Antonio Brilla, del 1861, che viene portata in processione la sera del Venerdì Santo, un crocefisso processionale dotato di cantonali e titolo in argento (torretta 1789) si dice della bottega dei fratelli Schiaffino di Genova attribuito allo scultore Pellegro Olivari.
All'interno si conservano altresì la tela dell'Ultima Cena (unica dell'antica parrocchiale), la tela di San Domenico di Guzmán già nell'oratorio della Santissima Annunziata, che sono state recentemente restaurate. Nell'Oratorio della Concezione, dal 2015, ha sede la Confraternita dell'Orazione e Morte detta "dei Neri".